# Stephanometra indica
Espèce
Stephanometra indica est une espèce de comatules de la famille des Mariametridae.

## Description et caractéristiques
C'est une comatule de taille moyenne, avec un patron de coloration relativement variable. Classiquement, elle est gris-blanc concentriquement barrée de crème, brun ou orange. Elle a la particularité de disposer le plus souvent ses bras en deux plans parallèles, comme un éventail, plutôt qu'en buisson ou en corolle. Elle se tient ainsi de nuit au sommet des coraux, plus ou moins perpendiculaire au courant. 
Cette espèce est extrêmement difficile à distinguer de sa proche cousine Lamprometra palmata, dont elle partage également la répartition et le comportement. Elle s'en distingue surtout par la face inférieure des bras, où le rachis est distinctement noueux et marqué à chaque division entre les articles arrondis, et aussi par les longues pinnules situées à la base des bras qui protègent le tegmen, droites, très rigides transformées en sortes de piquants composés de segments plus longs que larges. 

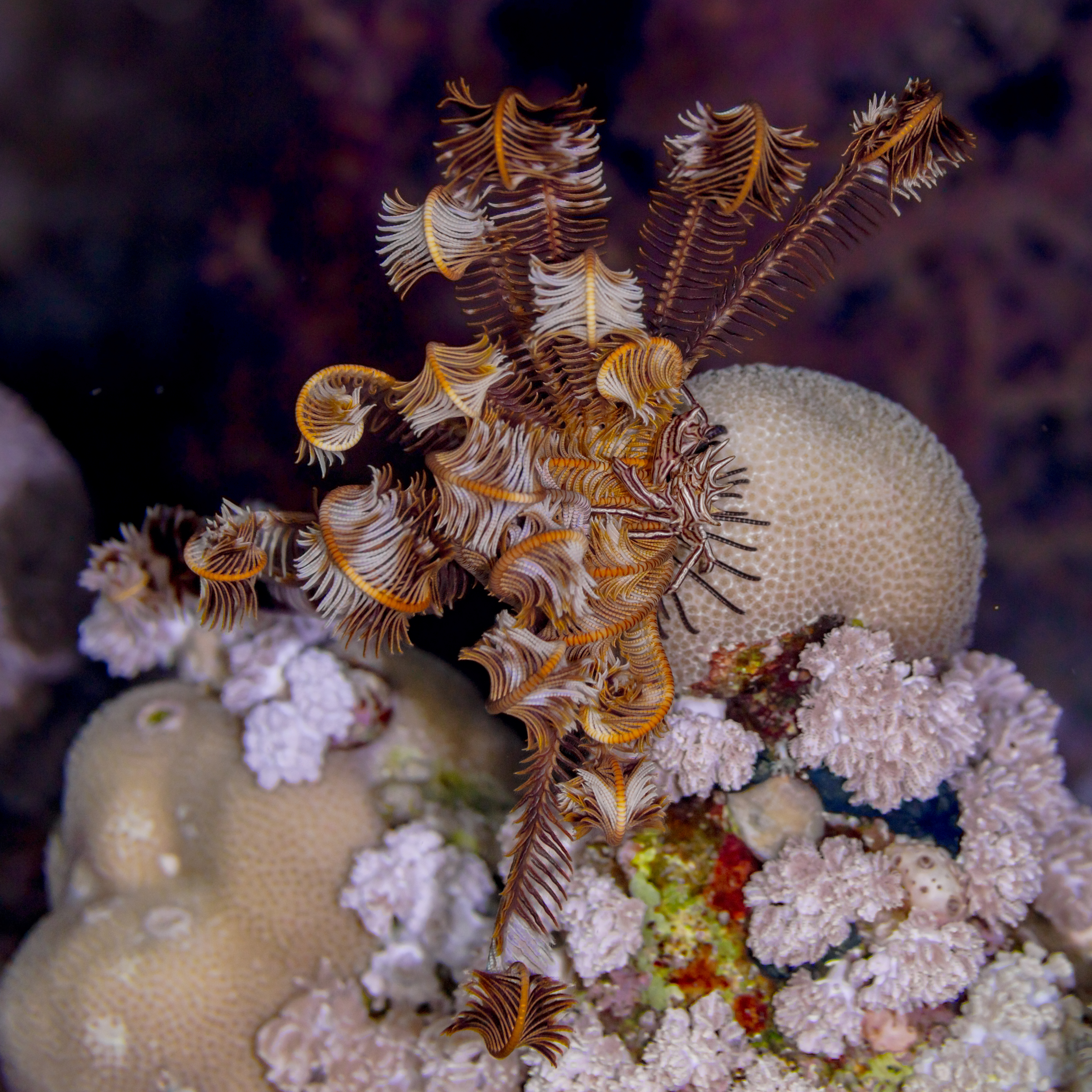
Spécimen de Mer Rouge, en position éventail.
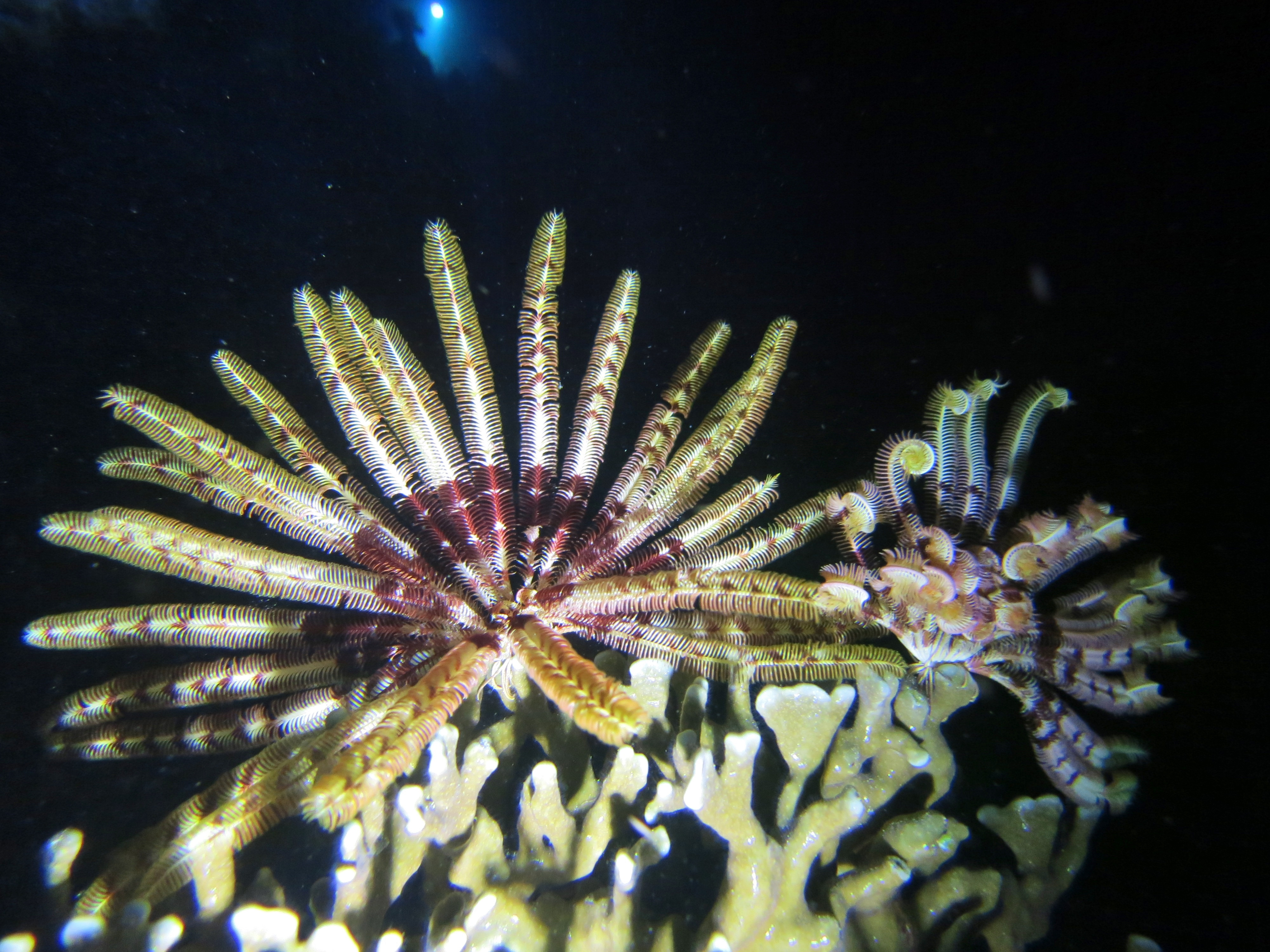
Aux Maldives.
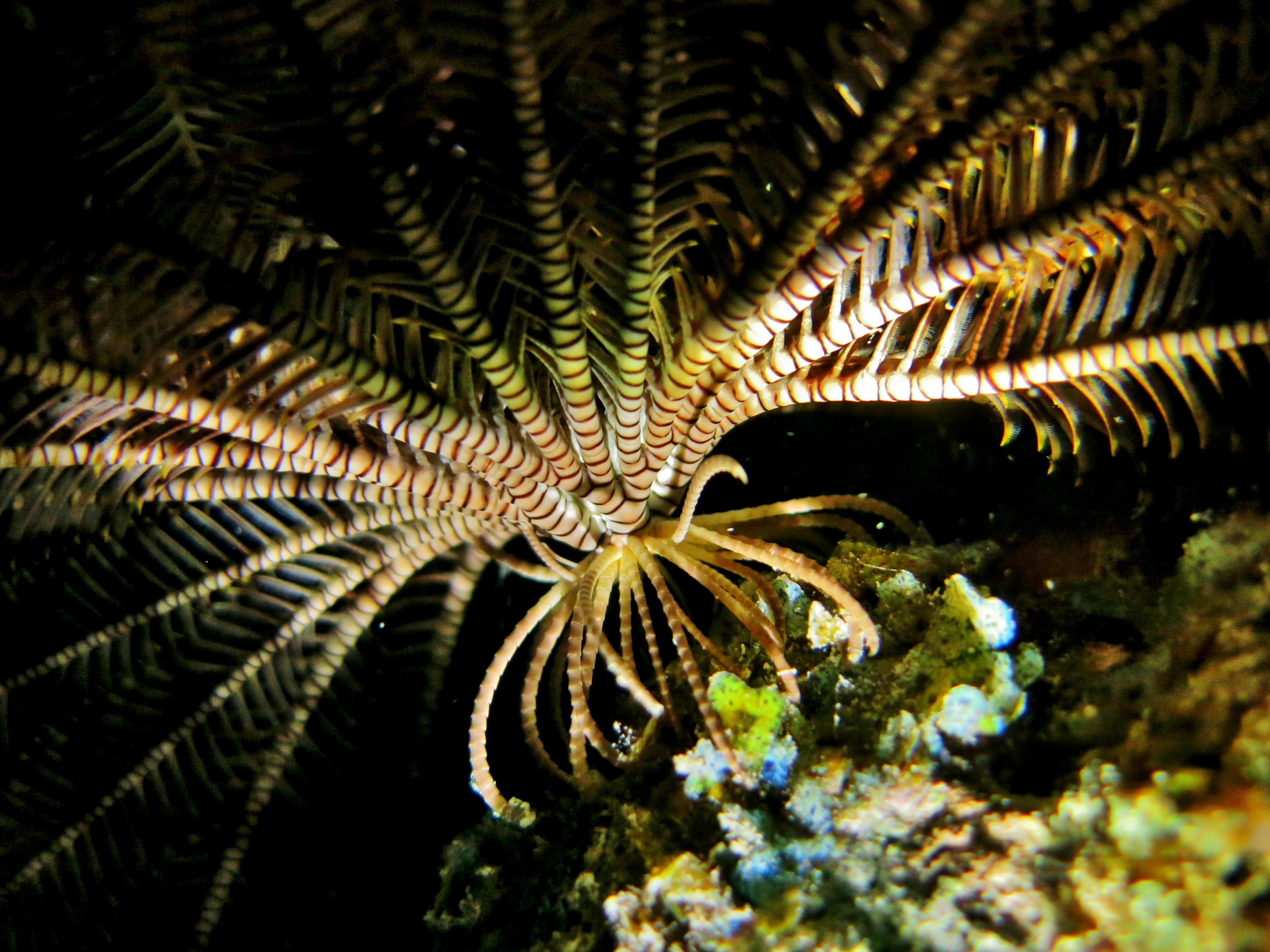
Vue du dessous : les sutures sombres sont bien visibles entre les articles des bras.
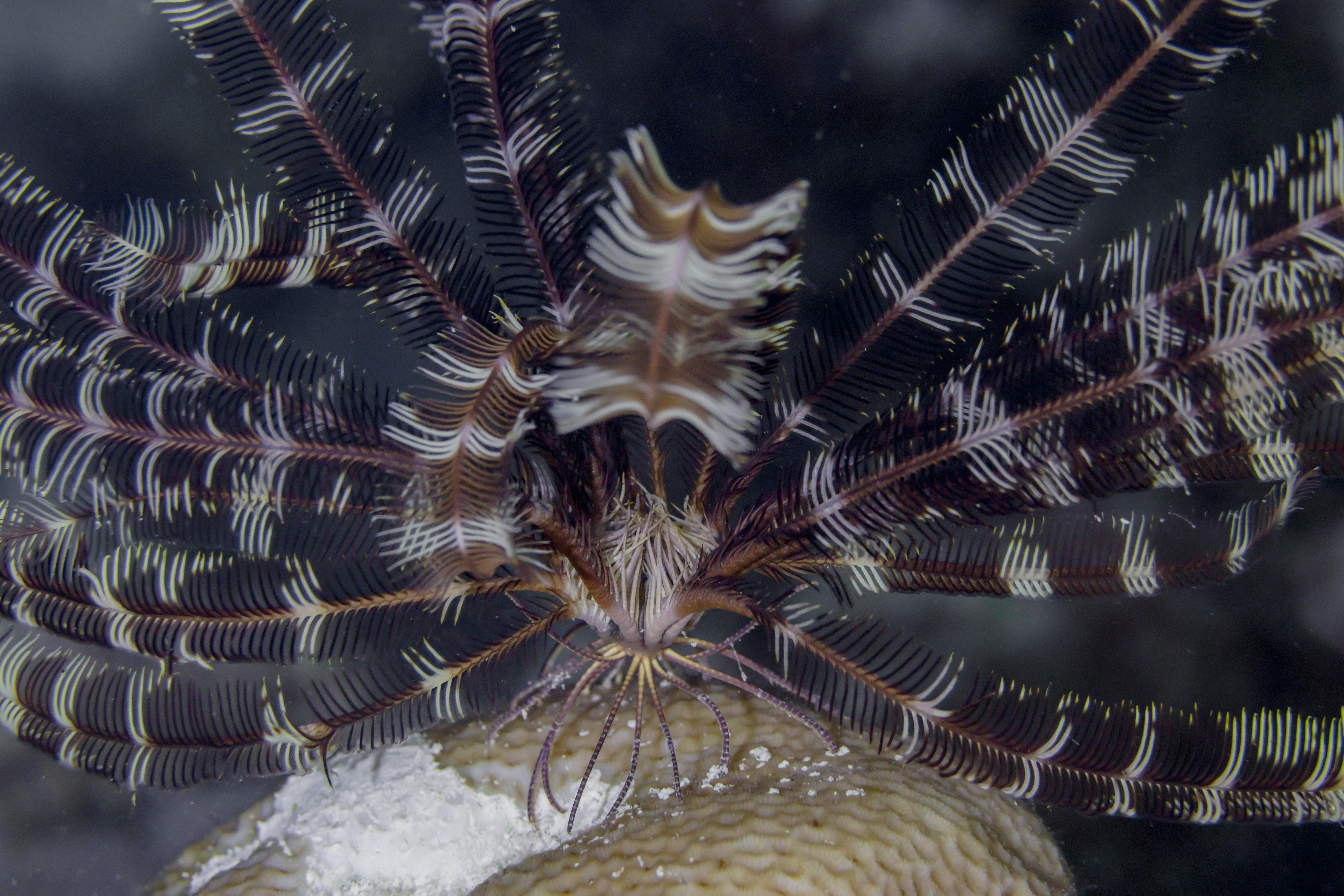
Autre vue aborale.

## Habitat et répartition
Cette espèce est particulièrement commune dans l'Indo-Pacifique, de la Mer Rouge aux îles Tonga, entre la surface et 15 m de profondeur (mais principalement à faible profondeur), quoique parfois prétendument signalée jusqu'à 73 m. 
C'est une espèce nocturne, qui vit dissimulée pendant la journée.